# Peckoltia brevis
Peckoltia brevis (лат.) — вид лучепёрых рыб из семейства кольчужных сомов, обитающий в Южной Америке.

## Описание
Общая длина достигает 11,4 см. Наблюдается половой диморфизм: самки несколько крупнее самцов. Голова большая, рыло немного вытянуто. Глаза умеренно большие с радужной оболочкой. Есть боковой гребень. Рот представляет собой присоску. Зубы щёткоподобные, на обеих челюстях имеют одинаковый размер. Туловище крепкое, удлинённое, покрыто костными пластинками. У самцов хвостовой стебель и хвостовой плавник покрыты колючками, у самок хвостовой стебель гладкий. Спинной плавник высокий, достаточно длинный. Жировой плавник небольшой. Грудные плавники широкие. У самцов спинной и грудные плавники с одонтодами (кожаными зубчиками). Анальный плавник маленький, скошенный. Хвостовой плавник широкий, с вырезом.
Окраска от кремово-кофейного до бежевого цвета с размытыми 3—5 поперечными тёмно-коричневыми полосами. На голове много мелких тёмных пятен.

## Образ жизни
Это донная рыба. Предпочитает пресную и мутную воду, встречается на быстрых участках рек с каменистым дном. Активна в сумерках и ночью. Питается личинками насекомых, мелкими ракообразными, частично водорослями.

## Размножение
Нерест групповой: 1 самец и 2 самки. Самка откладывает икру в норах.

## Распространение
Обитает в бассейнах рек Пурус, Укаяли, Джуруя.